# Татой
„Татой“ е кралският дворец на държавните глави на Кралство Гърция. Намира се на 27 km от центъра на Атина на гористия склон на Парнита с изглед към града. В парка на двореца се намира криптата, в която са погребани почти всички гръцки кралски и короновани особи.
Имението е закупено от местния бей от руския благородник Александър Кантакузин през 1832 г., когато е обявена независимостта на Гърция. След смъртта на Кантакузин през 1841 г. имението остава в наследство на дъщеря му Елпида (Надежда), която е омъжена за гръцкия генерал Скарлат Суцо, бъдещ военен министър на кралството (1853/54 г.)
През 1872 г. семейството на генерал Суцо продава имението на новия гръцки грал Георгиос I. След като придобива имението, новото гръцко кралско семейство решава да изгради в него кралския си дворец, който е малка реплика на Петерхоф, под давление на Олга Константиновна.
По време на Първата световна война редица сгради на двореца са унищожени, след което кралската резиденция е реставрирана през тридесетте години на XX век. В двореца на гости са били руският император Николай II, австрийската императрица Елизабет Баварска (Сиси), кралете на Великобритания и Ирландия Едуард VII и Елизабет II, както и Жаклин Кенеди Онасис.
След преврата на черните полковници и установяването на гръцката република, кралската резиденция Татой запустява. Едва след опустошителния пожар, унищожил голям горски масив в Парнита през 2021 г. и засегнал и дворцови постройки, гръцкото правителство се решава да реставрира бившата кралска резиденция с 58 млн. евро по програма на ЕС, включително и с финансови дарения. Очаква се реставрационните работи да завършат през 2025 г.